# Маркс, Никандр Александрович
Никандр Александрович Маркс (24 сентября 1861 — 29 марта 1921) — русский палеограф, историк и археолог, фольклорист. Действительный член Московского археологического общества. Основатель и первый ректор Кубанского государственного университета. Генерал-лейтенант российской армии, начальник штаба Одесского военного округа.

## Биография
Никандр Александрович Маркс родился в 1861 году в Феодосии. Oтец — подполковник Александр Карлович Маркс, врач. Детство провёл в Отузах (сейчас село Курортное Феодосийского городского совета). Принадлежал к семье потомственных военных. Максимилиан Волошин, хорошо знавший Маркса, утверждал, что тот «по крови является старым крымским обитателем, и виноградники, которыми он владел в Отузах, принадлежали его роду запорожских казаков ещё до екатерининского завоевания».
Окончил Михайловско-Воронежскую военную гимназию, 9 августа 1878 года поступил на военную службу. В 1880 году окончил 3-е военное Александровское училище, получив чин прапорщика. 28 августа 1881 года переведён в лейб-гвардии Волынский полк с присвоением чина прапорщика гвардии. 30 августа 1884 года произведён в подпоручики, а 1 января 1885 года — в поручики гвардии. Капитан с 1889, подполковник с 1896, полковник с 1900, генерал-майор с 1906, генерал-лейтенант с 1913. С 1900 года член от Военного министерства в военно-окружном совете Сибирского, член от Военного министерства в военно-окружном совете Московского военного округа (1904-21.07.1914),
В 1905 году принял активное участие в Одесском Совете рабочих депутатов. Известна его речь на пристани, посвящённая восстанию лейтенанта Шмидта. Был избран членом революционного комитета.
В июне 1914 года выходит в отставку, получив чин генерал-лейтенанта. В отставке «по домашним обстоятельствам с мундиром и пенсией» (21.07.1914). Поселился в Крыму, в своём имении Отузы. В начале войны был призван, с 13 января 1916 начальник штаба Одесского ВО. В 1918 мобилизован большевиками. Арестован в 1919 в Крыму и доставлен в Екатеринодар 25 июня 1919; 2 июля 1919 разжалован и осужден за службу у большевиков. Остался в СССР. В 1919 году комиссар народного просвещения в г. Феодосия.
В 1919, когда в город вошла армия генерала Слащёва, был арестован, доставлен в Екатеринодар; подвергался угрозам самосуда со стороны офицеров. Суд над Н. А. Марксом состоялся 15 июля 1919 года. Копия приказа Деникина сохранилась в архиве Н. А. Маркса. Вот этот текст: 

 «Приговором военно-полевого суда от 15-го сего июля <…> генерал-лейтенант Маркс за преступление, предусмотренное 109 ст[атьей] Угол. Улож[ения] <…> присуждён, по лишении всех прав состояния, к каторжным работам сроком 4 года. При конфирмации приговор мною утверждён, с освобождением осуждённого от фактического отбытия наказания за старостью лет».
Большую в роль в защите Маркса от самосуда и смягчении приговора сыграл М. А. Волошин, оставивший воспоминания «Дело Н. А. Маркса». 14 сентября 1919 года выслан распоряжением генерал-лейтенанта Н. Н. Шиллинга из Таврической губернии на Тамань.
Осенью 1919 года Маркс отклонил предложение возглавить части Красной Армии на Кубани, так как слишком плохо себя чувствовал, чтобы вновь поступить на службу. Его обвинили в предательстве дела мировой революции, пообещали расстрелять, если не передумает. После угроз, Маркс с семьей вынужден был скрываться по станицам и в конце концов оказался в Екатеринодаре, подрабатывал частными уроками.
19 декабря 1920 года был избран первым ректором Кубанского университета.
В 1921 году скончался в Екатеринодаре от воспаления лёгких, где и был похоронен.

### Военная карьера
- Обучался в Михайловской воронежской высшей военной гимназии (1878).
- Обучался в Александровском военном училище (1880).
- Чин генерал-майора был присвоен Н. А. Марксу в декабре 1906 г
- С 1914 по 1917 год командовал Одесским военным округом.

### Научная деятельность
Окончил (в 1910 г.) Московский археологический институт и получил должность профессора на кафедре палеографии. Занимался исследованием и изданием следующих трудов : «Азбука-пропись времен царя Михаила Федоровича», «Азбука конца XVII века». В 1912 году, к 100-летию Отечественной войны, подготовил к изданию «Обозрение предметов военной старины».
Наряду с серьёзными историческими исследованиями Никандр Александрович задумал собрать по всему Крыму древние легенды и сказания, которые ходили из уст в уста. Его книга «Легенды Крыма» была лишь началом этой работы, но завершить её Марксу не удалось.

## Научные работы
- «Легенды Крыма». Были изданы Н. А. Марксом в Москве (1-й выпуск — в 1913-м, 2-й — в 1914 г.) и в Одессе (3-й выпуск, 1917 г.), серию иллюстраций выполнил художник Арцеулов.
- «Обозрение предметов военной старины. Отдел первый: Музеи войсковых частей» составленное и изданное в Москве к 100-летию Отечественной войны 1812 года под его редакцией Н. А. Маркса
- «АзБУКЪВ: Научение младым детем. 1643 г.», изданное Московским археологическим институтом в 1910 году.